# Steven Pruitt
Pour les articles homonymes, voir Pruitt.
Steven Pruitt, né le 17 avril 1984 à San Antonio (Texas), est un fonctionnaire américain et éditeur bénévole de Wikipédia. En date du 1er février 2019, il a réalisé plus de modifications sur la Wikipédia en anglais que tout autre contributeur.
Avec plus de trois millions de modifications et plus de 35 000 articles créés, il a été nommé en 2017 par le magazine Time comme l'un des 25 influenceurs les plus importants sur Internet. Pruitt édite sous le nom d'utilisateur Ser Amantio di Nicolao. Il a contribué à lutter contre les préjugés sur Wikipédia et à promouvoir l'inclusion des femmes par le biais du projet Women in Red.

## Biographie
Fils unique d'Alla Pruitt, d'origine russe, et de Donald Pruitt, il est né à San Antonio, au Texas. En 2002, il sort diplômé de la St. Stephen's & St. Agnes School (en), à Alexandria, en Virginie. Pruitt a fréquenté le College of William & Mary et a obtenu un diplôme en histoire de l'art en 2006.
Il est un contractant pour le Service des douanes et de la protection des frontières des États-Unis.
Pruitt s'intéresse à l'histoire. Son travail au Service des douanes et de la protection des frontières des États-Unis consiste à travailler dans le domaine des archives et de l'information. Son premier article sur Wikipédia était consacré à Peter Francisco, son arrière-arrière-arrière-arrière-arrière-grand-père.
Ses intérêts non liés à Wikipédia comprennent la Capitol Hill Chorale, dans laquelle il chante. Il est également un fervent amateur d’opéra, ce qui lui a inspiré son pseudonyme Ser Amantio di Nicolao, choisi d'après un personnage mineur de l'opéra Gianni Schicchi de Puccini.

## Édition sur Wikipédia
Pruitt a créé son compte courant en 2006 alors qu'il était senior au College of William & Mary. En octobre 2017, Pruitt avait effectué plus de 2,2 millions de modifications sur Wikipédia, soit plus que tout autre éditeur sur Wikipédia en anglais. En 2015, Il a dépassé en nombre de modifications, l'éditeur Justin Knapp. Il croit avoir effectué sa première édition sur Wikipédia en juin 2004. Ses modifications sur Wikipédia incluent la création d'articles sur plus de 200 femmes, afin de réduire l'écart entre les sexes sur le site.
Selon la Wikimedia Foundation, Pruitt est le contributeur le plus prolifique sur la version en anglais de l'encyclopédie numérique. 
Il a réalisé jusqu'en janvier 2019 environ trois millions d'éditions sur Wikipedia et a écrit 35 000 articles.